# Dioctria pusio
Dioctria pusio là một loài ruồi trong họ Asilidae. Dioctria pusio được Osten-Sacken miêu tả năm 1877. Loài này phân bố ở vùng Tân Bắc giới.